# William Davison

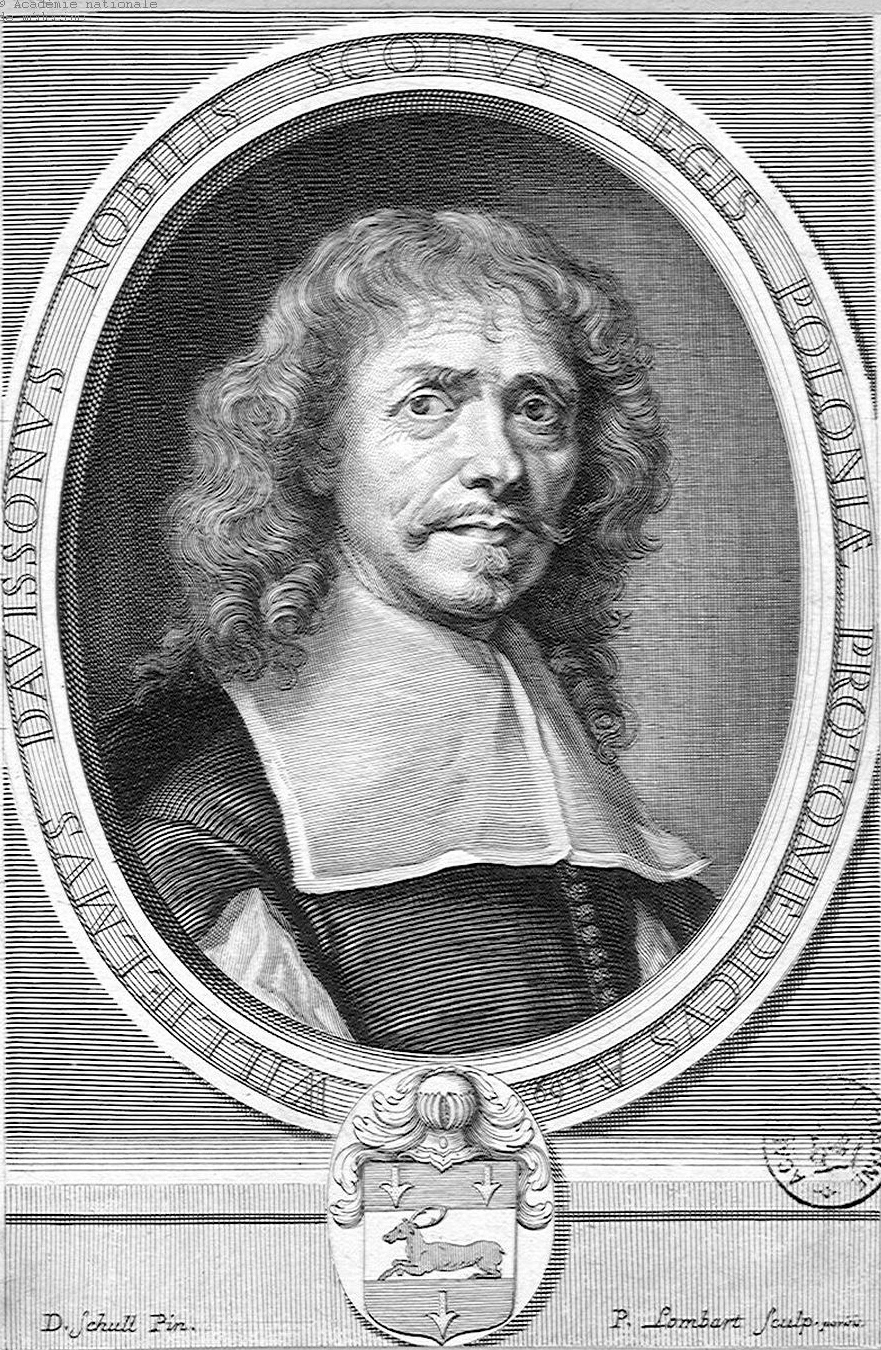
William Davison

William Davison, auch Davisson, d’Avisson, Davidson, (* 1593 in Aberdeenshire; † 1669 in Paris) war ein schottischer Arzt, Chemiker und Biologe. Die französische Namensform lautet d’Avisson oder wie die englische Davisson, die polnische Wilhelm Davidson.

## Leben
Davidson wurde in eine adlige, weit verzweigte und zerstrittene Familie hineingeboren. Davison studierte am Marischal College in Aberdeen mit dem Magister-Abschluss. Um 1614–1618 verließ er Aberdeen. In Montpellier setzte er das Studium vermutlich fort und erwarb den Doktorgrad.
Er war ab 1619 der Arzt von Claude Dormy, Bischof von Boulogne, und später schottischer und royalistischer Emigranten in Paris im Umkreis des Hofstaats von Karl I. Außerdem gab er privat Unterricht in Chemie und Pharmazie in Paris. 1644 wurde er dank des Einflusses von Henrietta Maria von Frankreich Leibarzt von König Ludwig XIII. und 1647 Verwalter des Jardin du Roi. 1648 übernahm er den ersten Lehrstuhl für Chemie in Paris am Jardin du Roi. Er hielt dort die ersten Chemievorlesungen in Frankreich und hatte gleichzeitig die Oberaufsicht über den Botanischen Garten. Als Ausländer und Calvinist wurde er den Angriffen der eifersüchtigen Dozenten ausgesetzt und verließ schließlich Frankreich.
1649 ging er als Leibarzt von König Johann II. Kasimir und dessen Familie nach Warschau, nachdem er das Vertrauen der Königin Luisa Maria Gonzaga erhalten hatte. 1651 übernahm er die Stelle des Hofarztes und des Leiters des Königlichen Gartens in Warschau. Als Hofarzt diente er nicht nur dem König Johann II. Kasimir, sondern auch zahlreichen Magnaten wie Jerzy Sebastian Lubomirski, Bogusław Radziwiłł oder Maria Kazimiera Sobieska. Nach dem Tode der Königin Luisa Maria Gonzaga 1667 ging er mit seinem Sohn wieder nach Frankreich zurück, wo sie den Dienst beim Herzog Condé antraten.
Er war ein Pionier der Kristallographie und teilte Kristalle in hexagonal, kubisch, pentagonal, oktaedrisch und rhombisch ein. Säuren teilte er in mineralische, tierische und pflanzliche ein. Er war ein Anhänger des Paracelsus (Iatrochemie).

## Schriften
- Philosophia pyrotechnica seu cursus chymiatricus. mehrere Bände, 1633 bis 1642 (es gibt auch eine Neuauflage 1657 und französische Ausgaben) Digitalisat.
- Oblatio Salis sive Gallia Lege Salis Condita. 1641.
- Elémens de la philosophie de l’art de feu. 1644 Digitalisat.
- Observations sur l’Antimoine. 1651.
- Les Elemens de la Philosophie de l’Art du Feu ou Chemie. 1651, 1657 (Übersetzung).
- Commentariorum in sublimis philosophi et incomparabilis viri Petri Severini Dani ideam medicinæ philosophicæ prope diem proditurorum Prodromus. Den Haag 1660, 1668.
- Theophrasti veridici Scoti Doctoris Medici Plicomastix seu plicæ e numero morborum apospasma. Danzig, 1668.
- Collectanea Chimica Medico-Philosophica Polonica. Antwerpen 1698.